# Colin Pillinger

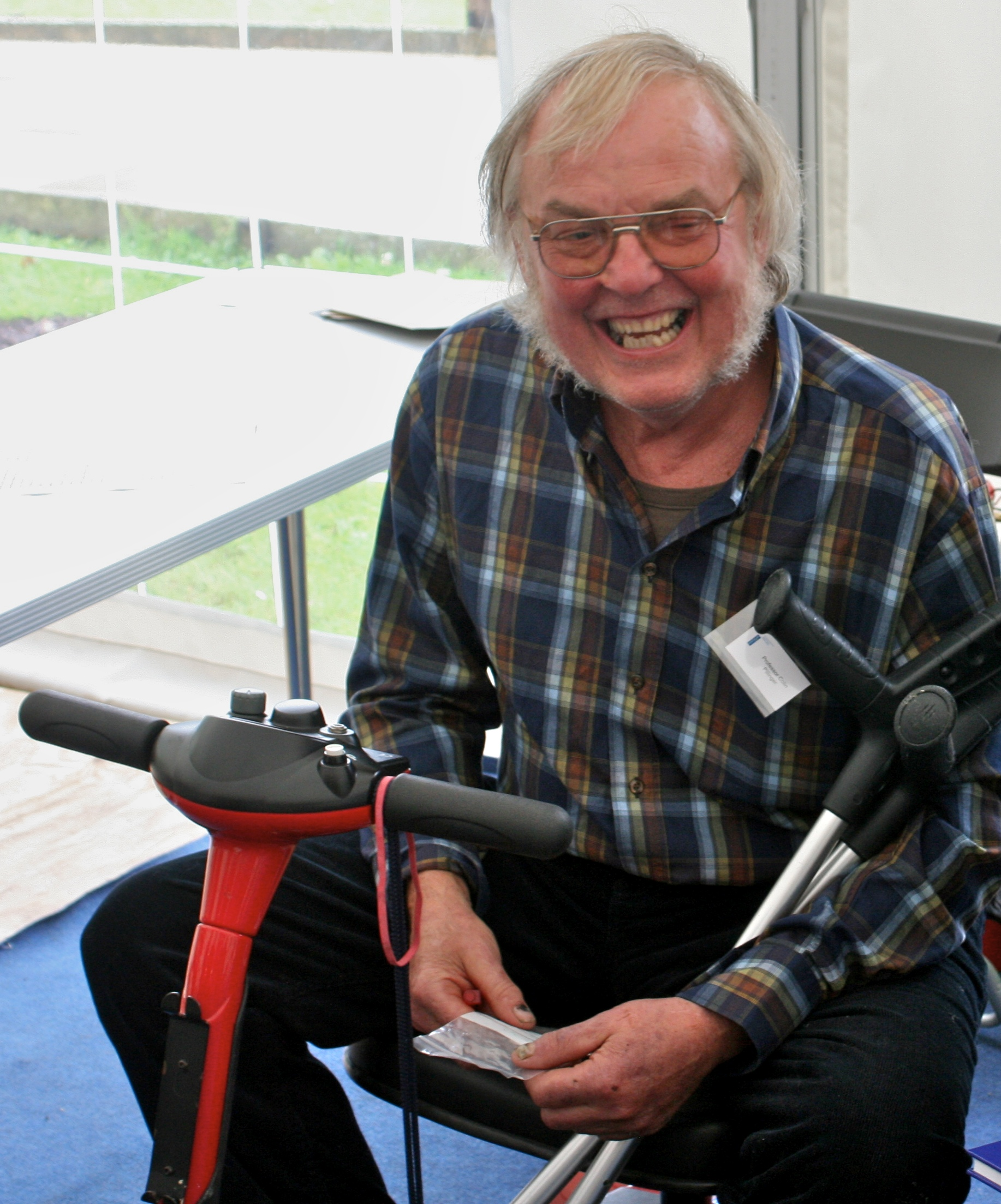
Colin Pillinger (2009)

Colin Trevor Pillinger, CBE, FRS, FRGS, FRAS (* 9. Mai 1943 in Kingswood, Gloucestershire; † 7. Mai 2014 in Cambridge) war ein britischer Planetologe, der weltweit insbesondere als Projektleiter und öffentliches Gesicht von Beagle 2 bekannt wurde, der 2003 unternommenen Mission zur Suche nach Leben auf dem Mars. Obwohl die Mission letztendlich erfolglos war sowie viel Kritik und Spott erhielt, beharrte Pillinger darauf, dass die Mission kein Fehler war.

## Leben

### Studium und Mitarbeiter der NASA
Pillinger, Sohn eines Arbeiters in einem Gaswerk und einer Hausfrau, wuchs im Arbeiterviertel von Kingswood am Rand von Bristol auf und absolvierte seine Schulausbildung an der Grammar School von Kingswood. Im Anschluss absolvierte er ein Studium der Chemie am University College of Swansea, das er 1965 mit einem Bachelor of Science (B.Sc. Chemistry) abschloss. Nach dem Erwerb eines Doktorgrades im Fach Chemie 1968 wurde er Forschungswissenschaftler (Research Fellow) an der University of Cambridge.
1969 wechselte Pillinger zur NASA, wo er Proben von Mondgestein analysierte, die von Apollo 11 bei der Mondlandung gesammelt wurden. Er arbeitete danach auch bei den darauf folgenden Missionen des Apollo-Programms mit.
Nach seiner Rückkehr nach Großbritannien nahm er 1974 seine Tätigkeit als Forschungswissenschaftler an der University of Cambridge wieder auf und wurde 1976 Leitender Forschungswissenschaftler an der dortigen Abteilung für Geowissenschaften. 1984 wurde Pillinger, der 1981 Fellow der Royal Astronomical Society (FRAS) und dem 1984 von der University of Bristol ein Ehrendoktor der Chemie verliehen wurde, Leitender Forschungswissenschaftler an The Open University in Milton Keynes.
1991 nahm Pillinger den Ruf auf eine Professur für interplanetare Wissenschaften an der Open University an und war dort bis 2005 auch Leiter der Abteilung für physikalische Wissenschaften. Darüber hinaus wurde er 1993 sowohl Mitglied der Internationalen Astronomischen Union (IAU) als auch Fellow der Royal Geographical Society (FRGS) und der Royal Society (FRS). Daneben war er zwischen 1996 und 2000 Professor am Lehrstuhl für Astronomie am Gresham College.

### Beagle 2

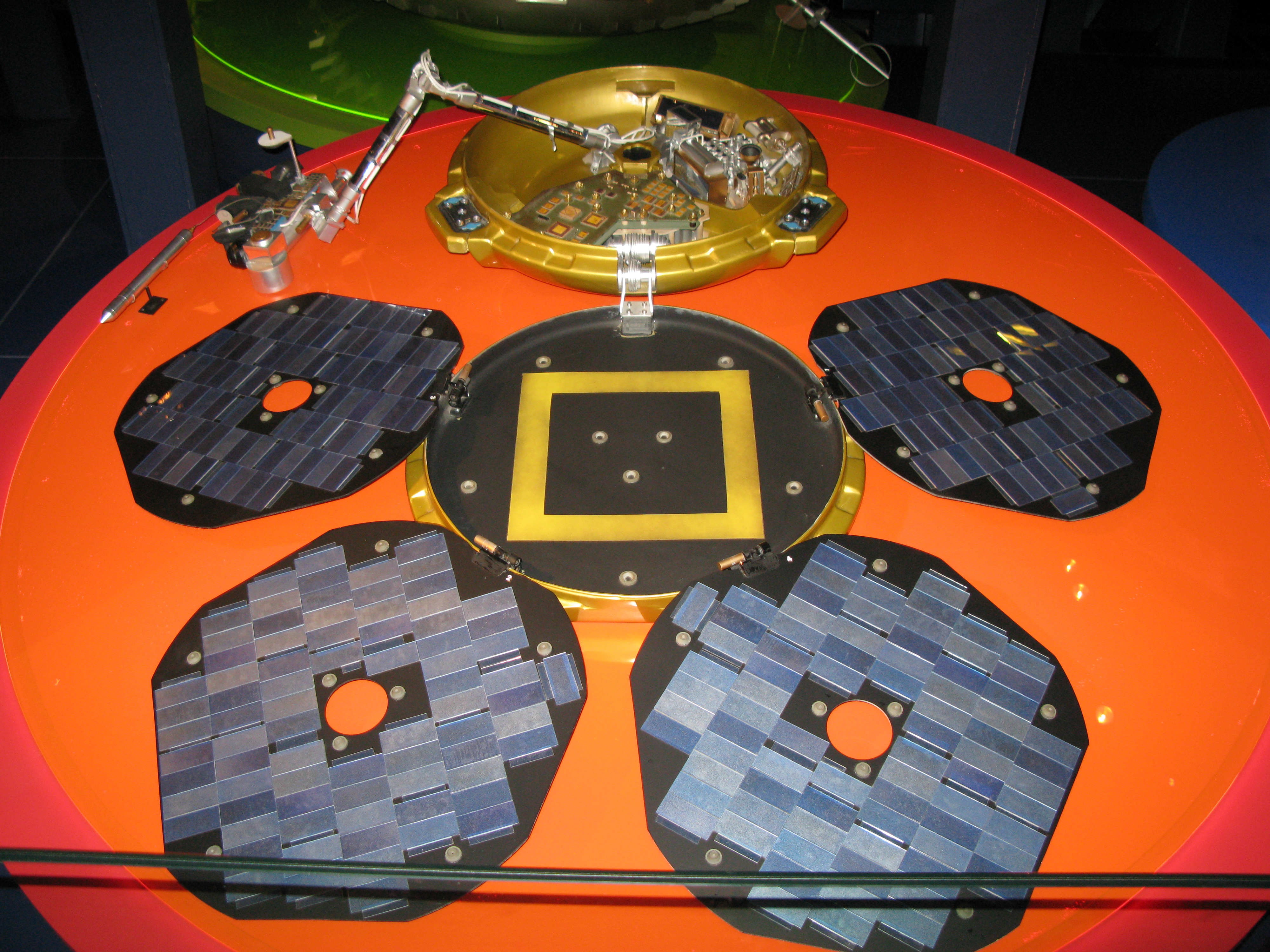
Nachbildungen von Beagle 2 im Science Museum in London

Das Beagle 2-Projekt, das von seiner Frau zur Erinnerung an Charles Darwins Beagle benannt wurde, wurde inspiriert durch seine Analysearbeit von Mondgestein und von Brocken von Marsmeteoriten inspiriert, die nach seiner Meinung Beweise von mikroorganischen Spuren enthielten und somit vermutlich auch Beweise für Leben auf dem Mars. Pillinger und sein Team von der Open University entwickelten Technologien, die es ihnen ermöglichten, weitaus geringere Proben zu nehmen und in weitaus größeren Einzelheiten zu analysieren. Beagle 2, ein zur Suche nach Leben entwickelter Roboter, hatte schließlich die Größe eines Autorades, wog 30 Kilogramm und enthielt unter anderem ein Massenspektrometer, ein optisches Mikroskop, binokulare „Augen“, einen Gesteinsammlungsbohrer und einen teleskopischen „Maulwurf“, mit dem man bis zu 1,5 Metern unter angrenzenden Gesteinsschichten bohren konnte.
Am 2. Juni 2003 wurde Beagle 2 in Zusammenarbeit mit der University of Leicester auf dem Rücken einer Marsexpress-Sonde der Europäischen Weltraumorganisation (ESA) mit einer Sojus-Rakete vom Weltraumbahnhof Baikonur aus ins All transportiert. Es wurde erwartet, dass Beagle 2 am 25. Dezember 2003 auf dem Mars landen würde; allerdings verschwand es zunächst ohne Spur. Zuletzt wurde es am 19. Dezember 2003 in Richtung Mars geortet, nachdem es sich von seinem ESA-Mutterschiff getrennt hatte. Lange Zeit wurde vermutet, dass es in einen Planetenkrater abgestürzt ist. Einige Teammitglieder untersuchten anschließend Angaben der NASA, um Beweise für den Verbleib zu finden.

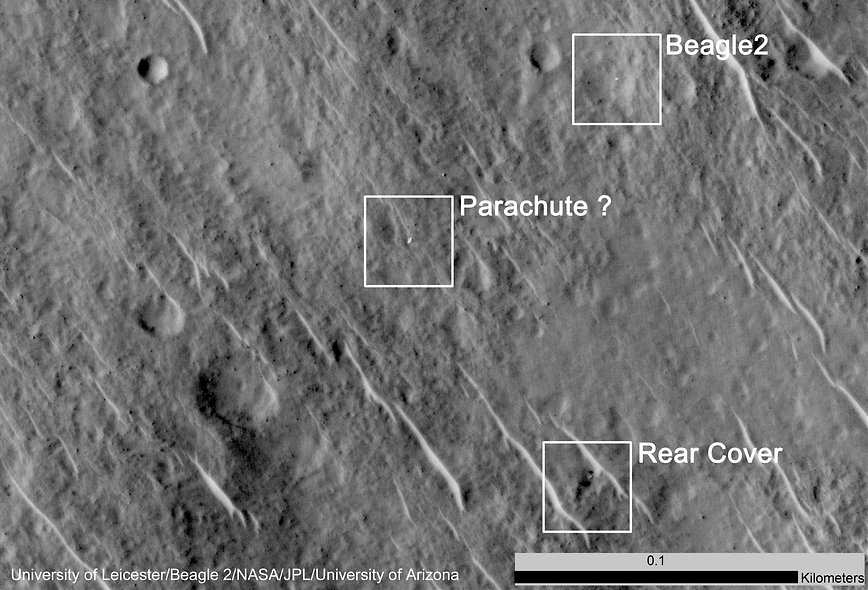
Landestelle von Beagle 2

Nach über elf Jahren, in denen die Sonde als verschollen galt, und ein dreiviertel Jahr nach dem Tod Colin Pillingers konnte im Januar 2015 auf Aufnahmen des Mars Reconnaissance Orbiter vom 29. Juni 2014 die Landestelle von Beagle 2 an der Position 11,5° Nord und 90,4° Ost ausfindig gemacht werden. Das Bild zeigt die offensichtlich sanft gelandete Sonde, deren Solarpanele lediglich zum Teil geöffnet sind. Damit die Antenne des Landers funktionieren könnte, hätten sich jedoch alle Solarpanele öffnen müssen. In der näheren Umgebung konnten auch der Fallschirm und eine Abdeckung identifiziert werden.
Der Grund für das Scheitern wurde jedoch nie entdeckt. Eine Untersuchung wurde eingeleitet, die einen Teil der Schuld Pillingers Projektmanagement zuwies, zum anderen herausstellte, dass das Team zu klein war. Pillinger erwiderte, dass er nur der „Frontmann“ des Projekts, und jeder Beteiligte Fachmann war. Das Scheitern von Beagle 2 war nicht einmalig, da von 44 Marsmissionen nur 18 ihre Ziele und Aufgaben erreicht hatten. Er drängte Weltraumbehörden darauf, dass fortzusetzen, was er das „unvollendete Mars-Geschäft“ (‚unfinished business on Mars‘) nannte, und war oftmals kritisch bezüglich der Verspätungen bezüglich der europäischen nächsten Marsmission ExoMars, die für 2018 vorgesehen ist.
2003 wurde er zum Commander des Order of the British Empire (CBE) ernannt.
Fünf Jahre nach der Mission wurden Teile der Ausrüstung von Beagle 2 als potenziell ausreichend betrachtet, um schnellere Diagnosen von Tuberkulose als zuvor durchzuführen. Pillinger hatte Forschungsmittel vom Wellcome Trust erhalten, um zu erforschen, ob das von ihnen zur Identifizierung und Qualifizierung unbekannter Verbindungen gestiftete Massenspektrometer zur Anwendung bei medizinischen Problemen geeignet sei. Aufgrund seiner Leichtigkeit und Robustheit konnte es einerseits der extremen Kälte auf dem Mars sowie der extremen Hitze bei der Sterilisation widerstehen. Der Wellcome Trust sowie die Forschungsgruppe der Open University unter Leitung von Geraint Morgan fanden heraus, dass es bei der Diagnose von Tuberkulose verwendet werden könnte, an der 2008 weltweit 1,8 Millionen Menschen starben, wobei abschließende Tests nach wie vor laufen.
Nach Pillinger, der zahlreiche Auszeichnungen wie die Space Achievement Medal  sowie den Arthur C. Clarke-Preis erhielt, wurde 2004 der Asteroid (15614) Pillinger benannt. 2005 wurde bei ihm Multiple Sklerose festgestellt. 2011 wurde ihm der Michael-Faraday-Preis der Royal Society verliehen.
Er starb an den Folgen einer intrazerebralen Blutung.
Colin Pillinger ist seit 2020 Namensgeber für den Pillinger-Nunatak in der Antarktis.

## Veröffentlichungen
- Beagle: from sailing ship to Mars spacecraft. XNP Productions, Milton Keynes 2003, ISBN 0-571-22323-0.